# Pułk białoruski
Pułk białoruski (czauski, bychowski) – jednostka podziału administracyjno-terytorialnego i wojskowego Hetmanatu, funkcjonująca w latach 1654-1659. Miastem pułkowym były Czausy, a pułk zlikwidowany został po zajęciu jego terenów przez Rosję.

## Pułkownicy
- 1654-1655 Iwan Zołotarenko (hetman nakaźny wojsk kozackich na Białorusi)
- 1656-1659 Iwan Neczaj (pułkownik białoruski, mohylewski i homelski)

## Terytorium
Miastami sotennymi pułku były: Akulino, Werbiż, Homel, Hory, Horodenka, Zabołotia, Zaozero, Meżewo, Nowy Bychów, Propojsk, Rohoza, Swiatozero, Słyzke, Smoliany, Ułaniw, Czausy, Czeryków, Czeczersk.

## Literatura
- Дашкевич Я. Гетьманська Україна: Полки. Полковники. Сотні. Лівобережжя // Пам'ятки України. — 1990. — № 1. — С.13.
- Сагановіч Т. Невядомая вайна: 1654—1667. — Мінськ, 1995.